# Гребінниця різнолиста
Гребінниця різнолиста (Lophocolea heterophylla) — вид печіночників родини гребінницевих (Lophocoleaceae).

## Поширення
Батьківщиною є Європа, Макаронезія, Азія, Північна Америка, Південна Америка.